# Двояк

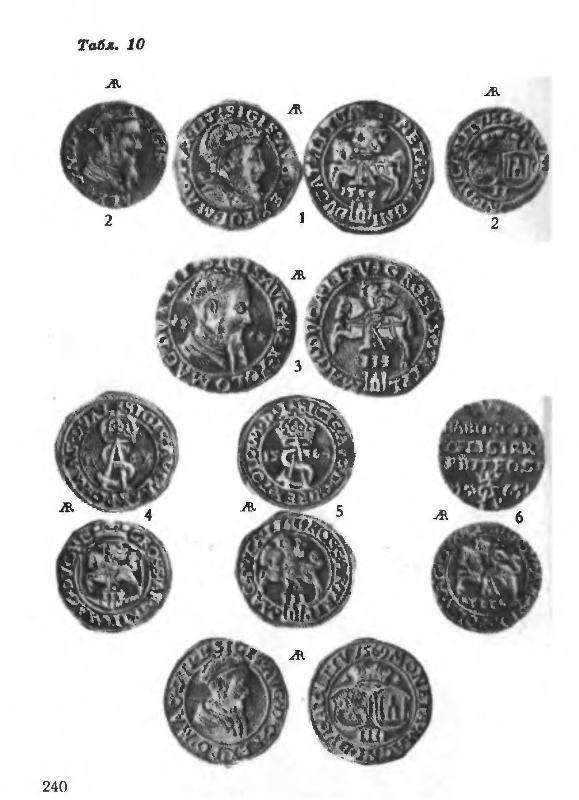
Двояк XVI века

Двояк (польск. dwojak) ― серебряная монета Речи Посполитой и Великого княжества Литовского достоинством в 2 гроша.

## Годы выпуска. Вес монеты
Впервые выпущен Виленским монетным двором при короле Сигизмунде II Августе в 1565, весил, вероятно, 3,5 г. Впоследствии чеканился в большом количестве при короле Яне Казимире весом 3, 2 г ― в Выдгоще (1650—1652, 1654), Торуни (1651), Гданьске (1651—1653), Эльблонге (1651), Варшаве (1766—1782, 1785—1786). Позже весил всего 1,8 г, чеканился из меди.
В Польской Республике чеканился в 1923—1939 из бронзы, в ПНР в 1949 из алюминия.